# Eugenia lokobensis
Eugenia lokobensis är en myrtenväxtart som beskrevs av Joseph Marie Henry Alfred Perrier de la Bâthie. Eugenia lokobensis ingår i släktet Eugenia och familjen myrtenväxter. Inga underarter finns listade i Catalogue of Life.